# Pseudofabriciola incisura
Pseudofabriciola incisura är en ringmaskart som beskrevs av Fitzhugh 1990. Pseudofabriciola incisura ingår i släktet Pseudofabriciola och familjen Sabellidae. Inga underarter finns listade i Catalogue of Life.